# Djaba Kankava
Djaba Kankava (georgià: ჯაბა კანკავა)  (Tbilisi, 18 de març de 1986) és un futbolista professional georgià que juga com a mig centre defensiu a l'Slovan de Bratislava de la Niké Liga. Amb 101 partits jugats al llarg de 20 anys, és el segon jugador georgià que més partits ha jugat amb la selecció, només superat per Guram Kàixia. Ha estat nomenat dos cops futbolista georgià de l'any.

## Carrera a clubs
El 2004 Djaba Kankava va començar la seva carrera futbolística al Dinamo Tbilisi, quan Gia Geguchadze acabava de ser nomenat primer entrenador. Geguchadze va rejuvenir la plantilla amb jugadors amb poca experiència, però prometedors i Kankava va esdevenir una peça important de l'equip. En el seu primer any, Kankava va guanyar la Copa de Geòrgia i va jugar a la UEFA Europa League marcant el gol de la victòria contra l'Slavia Praga i contribuint a la classificació per a la fase de grups.
Després d'una temporada al Dinamo, Kankava va fitxar per l'Alania Vladikavkaz, on va jugar 12 partits, abans de signar un contracte amb l'Arsenal Kíiv el 2005. A l'Arsenal Kíiv, va jugar 24 partits i va marcar 4 gols.
El 2007, Kankava va signar un contracte de tres anys amb un altre equip de la lliga ucraïnesa, el Dnipro. Allà va estar entre l'equip titular des dels primers partits, però va rebre una targeta vermella contra el Dinamo Kíiv a causa d'una dura entrada i es va perdre diversos partits, perdent posteriorment la titularitat durant un temps. El Dnipro va quedar subcampió de lliga la temporada 2013-14. La temporada següent, Kankava va jugar una espectacular final de l'Europa League contra el Sevilla, que va ser la seva última aparició amb el club. En vuit anys al Dnipro, va jugar 91 partits i va marcar 4 gols.
El 2015, Kankava va ser traspassat al Stade Reims de la Ligue 1 per 1,5 milions d'euros. Durant la seva segona temporada al club francès, Kankava va ser tres vegades nomenat millor jugador del mes per votació popular i finalment reconegut Jugador de la Temporada. Per aquest gran any va ser nomenat futbolista georgià de l'any. El juliol de 2017 va acceptar la rescissió del seu contracte que va finalitzava el 2018.
El 22 de novembre de 2018, Kankava va fitxar pel FC Tobol, on va jugar tres temporades i on va ser nomenat per segon cop futbolista georgià de l'any el 2019.
El 16 de gener de 2021, va signar un contracte de sis mesos amb el Valenciennes de la Ligue 1. Al final d'aquesta temporada es va incorporar a l'Slovan de Bratislava de la Fortuna Liga. A l'Slovan va guanyar tres lligues d'Eslovàquia consecutivament, desvinculant-se del club en acabar contracte el juny de 2024.
El desembre de 2024 va tornar al Dinamo Tbilisi amb un contracte d'una temporada.

## Selecció georgiana
El 8 de setembre de 2004, Kankava va debutar amb Geòrgia contra Albània a la classificació per a la Copa del Món de la FIFA 2006. Va marcar el seu primer gol com a Internacional contra Croàcia a la classificació per a l'Eurocopa 2012 i torna a marcar contra Alemanya a la classificació per a l'Eurocopa 2016. El 27 de gener de 2022, Kankava va anunciar la seva retirada del futbol internacional després de participar en 100 partits, capitanejant Geòrgia 62 vegades. No obstant això, va aparcar la seva retirada per participar en algun partit de les eliminatòries per a l'Eurocopa 2024.
Kavkava va ser convocat per Sagnol per jugar l'Eurocopa 2024 el 22 de maig de 2024. Dos dies després però, va anunciar que no participaria al campionat i viatjaria a Alemanya només com a aficionat.
| Nº | Data             | Estadi                                         | Rival     | Gol | Resultat | Competició                    |
| -- | ---------------- | ---------------------------------------------- | --------- | --- | -------- | ----------------------------- |
| 1  | 1 Març 2006      | Ta' Qali National Stadium, Attard, Malta       | Malta     | 2–0 | 2–0      | Amistós                       |
| 2  | 16 Novembre 2007 | Al-Gharafa Stadium, Doha, Qatar                | Qatar     | 1–0 | 2–1      | Amistós                       |
| 3  | 3 Juny 2011      | Stadion Poljud, Split, Croàcia                 | Croàcia   | 1–0 | 1–2      | Classificació UEFA Euro 2012  |
| 4  | 6 Setembre 2011  | Ta' Qali National Stadium, Attard, Malta       | Malta     | 1–0 | 1–1      | Classificació UEFA Euro 2012  |
| 5  | 14 Octubre 2014  | Estádio Algarve, Faro/Loulé, Portugal          | Gibraltar | 3–0 | 3–0      | Classificació UEFA Euro 2016  |
| 6  | 25 Març 2015     | Mikheil Meskhi Stadium, Tbilissi, Geòrgia      | Malta     | 1–0 | 2–0      | Amistós                       |
| 7  | 12 Octubre 2015  | Red Bull Arena, Leipzig, Alemanya              | Alemanya  | 1–1 | 1–2      | Classificació UEFA Euro 2016  |
| 8  | 13 Octubre 2018  | Boris Paichadze Dinamo Arena, Tbilisi, Geòrgia | Andorra   | 3–0 | 3–0      | UEFA Nations League D 2018-19 |
| 9  | 16 Octubre 2018  | Daugava Stadium, Riga, Letònia                 | Letònia   | 1–0 | 3–0      | UEFA Nations League D 2018-19 |
| 10 | 15 Octubre 2019  | Victoria Stadium, Gibraltar                    | Gibraltar | 2–0 | 3–2      | Classificació UEFA Euro 2020  |

## Palmarès
Dinamo Tbilisi
- 1 Copa de Geòrgia: 2003-04

Dnipro
- Subcampionat Premier League ucraïnesa: 2013–14
- Subcampionat UEFA Europa League: 2014–15

Tobol
- Subcampionat Kazakhstan Premier League: 2020

Slovan Bratislava
- 3 Fortuna Liga: 2021–22, 2022–23, 2023-24
- Subcampionat Copa d'Eslovàquia: 2021–22

#### Premis individuals
- Dos cops nomenat Futbolista Georgià de l'any: 2015 i 2019
- Equip de l'any de la Fortuna Liga: 2021-22
- Ordre del Mèrit[13] per la seva actuació a Dnipropetrovsk durant un partit entre el Dniprò i el Dinamo de Kíiv[14] on va salvar la vida del capità del Dinamo, Oleg Gusev
- Ordre d'Honor de Geòrgia: 2024[15]